# Terebellides lobatus
Terebellides lobatus är en ringmaskart som beskrevs av Hartman och Fauchald 1971. Terebellides lobatus ingår i släktet Terebellides och familjen Trichobranchidae. Inga underarter finns listade i Catalogue of Life.